# Helmut Rühl (Mediziner)
Helmut Rühl (* 14. Januar 1918 in Hachenburg; † 29. Juli 2000 in Bonn) war ein deutscher Mediziner und Unterarzt der Luftwaffe, der an Medizinverbrechen, insbesondere im Konzentrationslager Natzweiler, zur Zeit des Nationalsozialismus beteiligt war.

## Leben
Rühl beendete 1937 seine Schullaufbahn in Kassel mit dem Abitur. Danach war er für ein halbes Jahr beim Reichsarbeitsdienst (RAD) eingesetzt und leistete 18 Monate lang seinen Wehrdienst ab. Ab Frühjahr 1939 absolvierte Rühl ein Studium der Medizin an den Universitäten Bonn, Jena und Marburg, das er an der Reichsuniversität Straßburg im Juni 1943 mit Promotion zum Dr. med. abschloss. Danach leistete er von August 1943 bis Januar 1944 als Arzt Militärdienst bei der Luftwaffe.
Ab dem 21. Januar 1944 war Rühl bei seinem Doktorvater Otto Bickenbach Assistent an der Biologischen Abteilung am Forschungsinstitut der Medizinischen Fakultät in Straßburg. Im Sommer 1944 assistierten Rühl und der Mediziner Friedrich Letz Bickenbach bei dessen Giftgas-Versuchen an Häftlingen des KZ Natzweiler-Struthof. Dafür wurden mindestens 16 Häftlinge in einer Gaskammer im KZ Natzweiler dem Giftgas ausgesetzt, von denen mindestens vier Häftlinge an den Folgen dieser Versuche starben. Rühls Aufgabe war es u. a. während der Versuche die stetig erhöhte Konzentration des Gases in der 20 m3 großen Gaskammer zu messen.
Nach dem Ende des Zweiten Weltkrieges wurde Rühl 1946 in Bochum Stadtarzt. Ein Jahr später wurde Rühl in britische Internierungshaft genommen. Vor der Auslieferung nach Frankreich konnte Rühl 1948 aus der Haftstätte entweichen. Rühl wurde schließlich in Frankreich in Abwesenheit wegen „Giftbeibringung“ zum Tode verurteilt. Beim Oberkreisdirektor des Rhein-Sieg-Kreises wurde Rühl zu Beginn der 1960er Jahre als Amtsarzt eingestellt und dort als leitender Medizinaldirektor im Januar 1983 pensioniert.
Ein zwischenzeitlich eingeleitetes Ermittlungsverfahren gegen Rühl wurde seitens der Staatsanwaltschaft Bochum eingestellt und infolge einer Strafanzeige gegen Rühl im Februar 1980 erneut eingeleitet. Im Rahmen der Ermittlungen wurden auch Akten aus französischen Beständen verwendet. Rühl gab im Ermittlungsverfahren seine Beteiligung an den Giftgasversuchen zu – allerdings sei ihm zum Zeitpunkt der Durchführung unbekannt gewesen, dass die Häftlinge nicht geschützt waren. Das Verfahren gegen Rühl wurde 1984 aufgrund von Verhandlungsunfähigkeit eingestellt.